# مخزن سد ایوانکوو
مخزن سد ایوانکوو (انگلیسی: Ivankovo Reservoir) یک مخزن سد در استان مسکو کشور روسیه است.